# Nordstar Tower
Nordstar Tower – wieżowiec w Moskwie, zlokalizowany w jej północnej części. Jego wysokość wynosi 172 metry, ma 42 kondygnacje, obecnie wieżowiec zaliczany jest do jednych z najnowocześniejszych wieżowców w Moskwie. 
W budynku mieści się 26 wind dużej szybkości, które poruszają się z prędkością 6 m/s. Budynek jest biurowcem klasy "A", posiada m.in. własną klimatyzację, zasilanie, serwerownie.
Powierzchnia użytkowa biurowca wynosi około 147 tys. m² z czego powierzchnia biurowa zajmuje około 79 650 m². Na ostatnich dwóch piętrach znajdują się wielkopowierzchniowe biura dla VIP-ów, w podziemiach budynku mieści się parking dla około 1200 pojazdów.
W lipcu 2010 roku rosyjska firma deweloperska DON-Stroy Group wystawiła biurowiec na sprzedaż za 450 mln $, w związku z potrzebą spłaty swojego zadłużenia wobec największego rosyjskiego banku Sberbank, wynoszącego około 3 mld $.